# Muro de Aguas
Muro de Aguas è un comune spagnolo di 67 abitanti situato nella comunità autonoma di La Rioja.